# Pipestone (Minnesota)
Pipestone è una città degli Stati Uniti d'America, situata in Minnesota, nella Contea di Pipestone, della quale è anche il capoluogo.